# 卡多雷地区奇比亚纳
卡多雷地区奇比亚纳（義大利語：Cibiana di Cadore）是意大利威尼托大区贝卢诺省的一个市镇。总面积21平方公里，人口445人，人口密度21.2人/平方公里（2009年）。国家统计（ISTAT）代码为025013。